# Carlos Prats

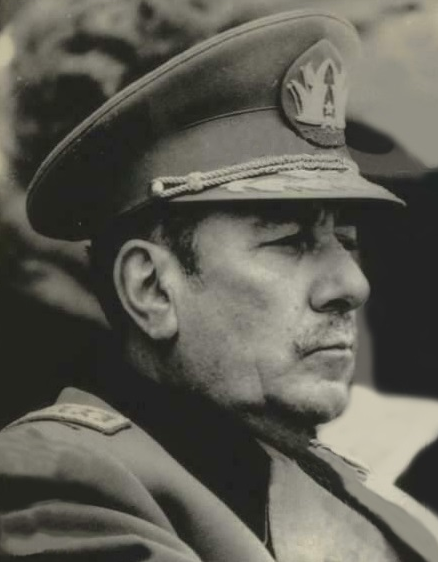
Carlos Prats.

Carlos Prats González (* 24. Februar 1915 in Talcahuano, Concepción; † 30. September 1974 in Buenos Aires, Argentinien) war ein General der chilenischen Armee sowie Innenminister und Vizepräsident Chiles während der Präsidentschaft Salvador Allendes. Er war Amtsvorgänger von General Augusto Pinochet als Oberbefehlshaber der chilenischen Armee. 1974 wurden seine Frau Sofía Cuthbert und er durch eine Autobombe in Buenos Aires ermordet.

## Hintergrund
Prats wurde als ältester Sohn von Carlos Prats Risopatrón und Hilda González Suárez geboren. Er trat 1931 als Kadett in das chilenische Heer ein und legte seinen Schulabschluss als Klassenbester ab. 1935 begann er die Laufbahn eines Artillerieoffiziers. Drei Jahre später wurde er Unterleutnant. Bald kehrte er zur Militärakademie zurück, dieses Mal als Lehrer. Er unterrichtete dort und an der Kriegsakademie bis 1954. 1944 heiratete er Sofia Cuthbert Chiarleoni, mit der er drei Töchter hatte.
1954 wurde er zum Major befördert und an die Militärmission in den USA als Hilfsmilitärattaché entsandt. Im gleichen Jahr erhielt er den Rang eines Oberstleutnants und kehrte als Lehrer an die Kriegsakademie zurück. 1961 wurde er Kommandant des Artillerieregiments Nr. 3 Chorrillos, zwei Jahre später Kommandeur des Regiments Nr. 1 Tacna.
1964 wurde er zum Oberst befördert und als Militärattaché nach Argentinien entsandt. 1967 kehrte er als Kommandant der III. Armee-Division in Chile zurück. 1968 wurde er zum Brigadegeneral und zum Chef des Generalstabs befördert. Bereits im Folgejahr erhielt er den Rang eines Divisionsgenerals. Seine brillante Karriere gipfelte in seiner Ernennung zum Oberbefehlshaber am 26. Oktober 1970 durch Präsident Eduardo Frei Montalva als Nachfolger seines Vorgängers General René Schneider, der kurz zuvor am 22. Oktober ermordet worden war. Seine Nominierung beschwichtigte alle Befürchtungen einer möglichen Militärintervention wegen der Wahl Salvador Allendes zum Präsidenten.
Bei den Parlamentswahlen im Mai 1973 steigerte die linke Unidad Popular zwar ihren Stimmenanteil auf 43 % der Stimmen, aber das inzwischen nicht mehr gespaltene konservative Lager erreichte 55 %. Gegenüber den 35 % des konservativen Gegenkandidaten Allendes bei den Präsidentschaftswahlen 1970 zwar eine satte Steigerung, erreichten die Konservativen allerdings nicht die Zweidrittelmehrheit, die zur Absetzung des Präsidenten verfassungsmäßig erforderlich war. Daraufhin nahm nicht nur das mehrheitlich konservative Parlament eine Blockadehaltung ein, auch der Justizapparat und der Rechnungshof opponierten. Die Lastwagenbesitzer traten in einen langanhaltenden Streik, der die Versorgung der Bevölkerung mit Lebensmitteln und Dingen des täglichen Bedarfs in akute Schwierigkeiten brachte. Die Rechte war einfach nicht bereit, bis zum Ende der regulären Amtszeit des Präsidenten stillzuhalten, um ihren als sicher erwarteten Wahlsieg noch zwei Jahre abzuwarten. Die Spannungen im Lande wuchsen täglich.

## Öffentliche Rolle während der Allende-Präsidentschaft
General Prats wurde Kopf der „Konstitutionalisten“, jener Mitglieder der Streitkräfte, die sich hinter der Schneider-Doktrin versammelten. Im Laufe der Zeit wurde er zum stärksten Unterstützer von Präsident Allende, wurde mehrfach Kabinettsmitglied und 1972 sogar Vizepräsident.

## Tanquetazo
Am 29. Juni 1973 unternahm ein Panzerregiment der chilenischen Armee, angeführt von Oberstleutnant Roberto Souper, einen Putschversuch gegen die gewählte, legale Regierung des sozialistischen Präsidenten. Wegen der Panzer erhielt dieser dilettantische Putschversuch den Namen Tanquetazo, der etwa mit Panzerputsch übersetzt werden könnte. Der Putsch wurde erfolgreich durch loyale verfassungstreue Soldaten („Konstitutionalisten“) niedergeschlagen, wobei Carlos Prats als Oberbefehlshaber der Armee eine Schlüsselrolle spielte.

## Rücktritt
Bereits vor dem Tanquetazo war es im Juni 1973 zu einem bizarren Vorfall auf offener Straße gekommen, bei dem Prats den Kotflügel eines Autos durchschossen hatte, von dessen Fahrerin, die er aufgrund ihrer Frisur für einen Mann hielt, er sich provoziert und beleidigt gefühlt hatte. Er hatte Allende unmittelbar darauf seinen Rücktritt angeboten, den dieser jedoch ablehnte. Schließlich sah er sich am 22. August 1973 tatsächlich gezwungen zurückzutreten, peinlich berührt durch öffentlichen Protest ausgerechnet von Ehefrauen von Generalen und anderen Offizieren vor seiner Haustür. Durch diesen Vorfall wurde ihm unmissverständlich klar, dass er für seinen verfassungsmäßigen Standpunkt keine Unterstützung unter seinen Offizierskameraden besaß. Gemeinsam mit ihm traten zwei weitere Generäle in Spitzenpositionen zurück, die Generäle Mario Sepúlveda Squella und Guillermo Pickering, die so ihre Unterstützung für eine verfassungsmäßige Lösung der politischen Krise in Chile verdeutlichen wollten. Der große Rest bevorzugte eine militärische Lösung.
Prats schlug Allende bei seiner Ablösung als Oberkommandierender General Augusto Pinochet zu seinem Nachfolger vor, der bisher sein Stellvertreter gewesen war und von dem er annahm, er sei zu der Verfassung loyal. General Pinochet übernahm seine Position am 23. August 1973. Der Rücktritt von General Prats räumte das letzte reale Hindernis für einen Militärputsch aus dem Weg, der genau drei Wochen später, am 11. September 1973 eintrat. Vier Tage nach dem Putsch, am 15. September 1973, ging Prats mit seiner Frau ins Exil nach Argentinien.

## Ermordung
Am 30. September 1974 wurde Prats in Buenos Aires gemeinsam mit seiner Ehefrau Sofia Cuthbert außerhalb ihrer Wohnung durch eine ferngesteuerte Autobombe getötet, wobei Trümmerteile bis auf den Balkon im neunten Stockwerk eines gegenüberliegenden Gebäudes geschleudert wurden. Später fand man heraus, dass der Mordanschlag von Mitgliedern der chilenischen Geheimpolizei DINA geplant worden war, die von einem exilierten, ehemaligen CIA-Agenten namens Michael Townley angeleitet wurden. Dieser organisierte zwei Jahre später auch den Mordanschlag auf Orlando Letelier, den ehemaligen Außen- und letzten Verteidigungsminister Allendes. Dabei wurde ebenfalls eine Autobombe verwendet.

## Gerichtliches Nachspiel
Der chilenische Untersuchungsrichter Alejandro Solís stellte die Ermittlungen gegen Pinochet in diesem Fall ein, nachdem es der oberste chilenische Gerichtshof im Januar 2005 abgelehnt hatte, die Immunität des Ex-Diktators aufzuheben. Die an der Tat beteiligten Mitglieder der Führungsriege der DINA einschließlich des früheren Geheimdienstchefs Manuel Contreras und des ehemaligen operativen Leiters und pensionierten Generals Raúl Iturriaga Neuman sowie dessen Bruder Roger und die Brigadiers Pedro Espinoza Bravo und José Zara wurden 2003 wegen des Mordanschlags angeklagt und am 8. Juli 2010 in Chile zu langjährigen Haftstrafen verurteilt.
Enrique Arancibia Clavel, ein ehemaliger Agent des chilenischen Geheimdienstes DINA, wurde für seine Beteiligung an der Ermordung Prats’ in Argentinien zu einer lebenslangen Freiheitsstrafe verurteilt. 2004 wurde er auch wegen Verbrechen gegen die Menschlichkeit verurteilt und im Jahr 2007 auf Bewährung aus der Haft entlassen. Im April 2011 fiel er einem Mordanschlag zum Opfer.
2003 forderte die argentinische Bundesrichterin Maria Servini de Cubria Chile zur Auslieferung von Mariana Callejas, der Ehefrau von Michael Townley, und Christoph Willikie, einem pensionierten Oberst der chilenischen Armee, auf. Alle drei wurden wegen Beteiligung am Mord an Prats angeklagt. Aber der chilenische Richter am Appellationsgericht, Nibaldo Segura, lehnte dies im Juli 2005 mit Hinweis auf ihre bereits erfolgte Strafverfolgung in Chile ab.
Der italienische Terrorist Stefano Delle Chiaie wurde ebenfalls beschuldigt, am Mord an General Prats beteiligt zu sein. Gemeinsam mit seinem Kampfgenossen Vincenzo Vinciguerra sagte Delle Chiaie im Dezember 1995 in Rom vor der Richterin Maria Servini de Cubria aus und bestätigte, dass Enrique Arancibia Clavel und Michael Townley die mit der unmittelbaren Durchführung des Mordanschlags betrauten Täter waren.